# Unterseeboot 649
L'Unterseeboot 649 ou U-649 est un sous-marin allemand (U-Boot) de type VIIC utilisé par la Kriegsmarine pendant la Seconde Guerre mondiale.
Le sous-marin est commandé le 10 avril 1941 à Hambourg (Blohm & Voss), sa quille est posée le 12 janvier 1942, il est lancé le 30 septembre 1942 et mis en service le 19 novembre 1942, sous le commandement de l'Oberleutnant zur See Raimund Tiesler.
L'U-649 n'effectue aucune patrouille de guerre ; par conséquent il n'endommage ni ne coule aucun navire.
Il coule accidentellement en février 1943 en Mer Baltique.

## Conception
Unterseeboot type VII, l'U-649 avait un déplacement de 769 tonnes en surface et 871 tonnes en plongée. Il avait une longueur totale de 67,10 m, un maître-bau de 6,20 m, une hauteur de 9,60 m et un tirant d'eau de 4,74 m. Le sous-marin était propulsé par deux hélices de 1,23 m, deux moteurs diesel Germaniawerft M6V 40/46 de 6 cylindres en ligne de 1 400 cv à 470 tr/min, produisant un total de 2 060 à 2 350 kW en surface et de deux moteurs électriques BBC GG UB 720/8 de 375 cv à 295 tr/min, produisant un total 550 kW, en plongée. Le sous-marin avait une vitesse en surface de 17,7 nœuds (32,8 km/h) et une vitesse de 7,6 nœuds (14,1 km/h) en plongée. Immergé, il avait un rayon d'action de 80 milles marins (150 km) à 4 nœuds (7,4 km/h; 4,6 milles par heure) et pouvait atteindre une profondeur de 230 m. En surface son rayon d'action était de 8 500 milles nautiques (soit 15 700 km) à 10 nœuds (19 km/h). 
L'U-649 était équipé de cinq tubes lance-torpilles de 53,3 cm (quatre montés à l'avant et un à l'arrière) qui contenait quatorze torpilles. Il était équipé d'un canon de 8,8 cm SK C/35 (220 coups) et d'un canon antiaérien de 20 mm Flak. Il pouvait transporter 26 mines TMA ou 39 mines TMB. Son équipage comprenait 4 officiers et 40 à 56 sous-mariniers.

## Historique
Il effectue son temps d'entraînement dans la 5. Unterseebootsflottille.
L'U-649 coule accidentellement pendant son entrainement, le 24 février 1943 en Mer Baltique, au nord de Leba, à la position 55° 15′ N, 17° 15′ E, après sa collision avec l'U-232.
Trente-cinq des quarante-six membres d'équipage meurent dans cet accident.

## Affectations
- 5. Unterseebootsflottille du 19 novembre 1942 au 24 février 1943 (Période de formation).

## Commandement
- Oberleutnant zur See Raimund Tiesler du 19 novembre 1942 au 24 février 1943.